# Canó de cavalleria Tipus 41 de 75 mm
El Canó de Cavalleria Tipus 41 de 75 mm era un canó japonès que va ser entrar en servei en 1908. La designació Tipus 41 va ser donada per l'any en el que va entrar en servei, l'any 41 del regnat de l'Emperador Meiji, que en el calendari gregorià equival a 1908. Aquest canó era una lleuger millora respecte al Canó Tipus 38 de 75 mm, que estaba basat en el disseny de Krupp de 1905. Era una de les principals peces d'artilleria utilitzada per unitats de cavalleria. A pesar que al començar la Segona Guerra Mundial, l'arma ja era obsoleta, va seguir en servei en petits números a pesar de que había sigut reemplaçada pel Canó Tipus 95 de 75 mm.

## Disseny
Aquest canó seguia el disseny dels canons Schneider, i va ser construïda específicament per a donar suport d'artilleria als regiments de cavalleria. El seu disseny era gairebé idèntic al del model original del Tipus 38 de 75 mm. Era lleugerament menys pesant que el Tipus 38 de 75 mm, la qual era la peça d'artilleria estàndard per a disparar de manera directa sobre els objectius. En 1944 les unitats de cavalleria japoneses encara no havien entrat mai en combat contra les tropes dels EUA, però no era segur si aquesta arma antiga amb el seu sistema de transport sense modificar i un sistema de retrocés controlat per un motlle hidràulic havia de seguir en ús o si ja havia estat reemplaçada tecnològicament del servei per armes més modernes. Podia ser fàcilment diferenciat del Canó Tipus 38 de 75 mm pel seu sistema d'expulsió i recàrrega del Tipus 41.
El disseny del canó permetia que aquest tingués una elevació de -8° a +16° 30', podia girar 6° cap a cada costat, i la seva montura, permetia que el canó es transportés a una velocitat d'entre 7 i 8 km/h.

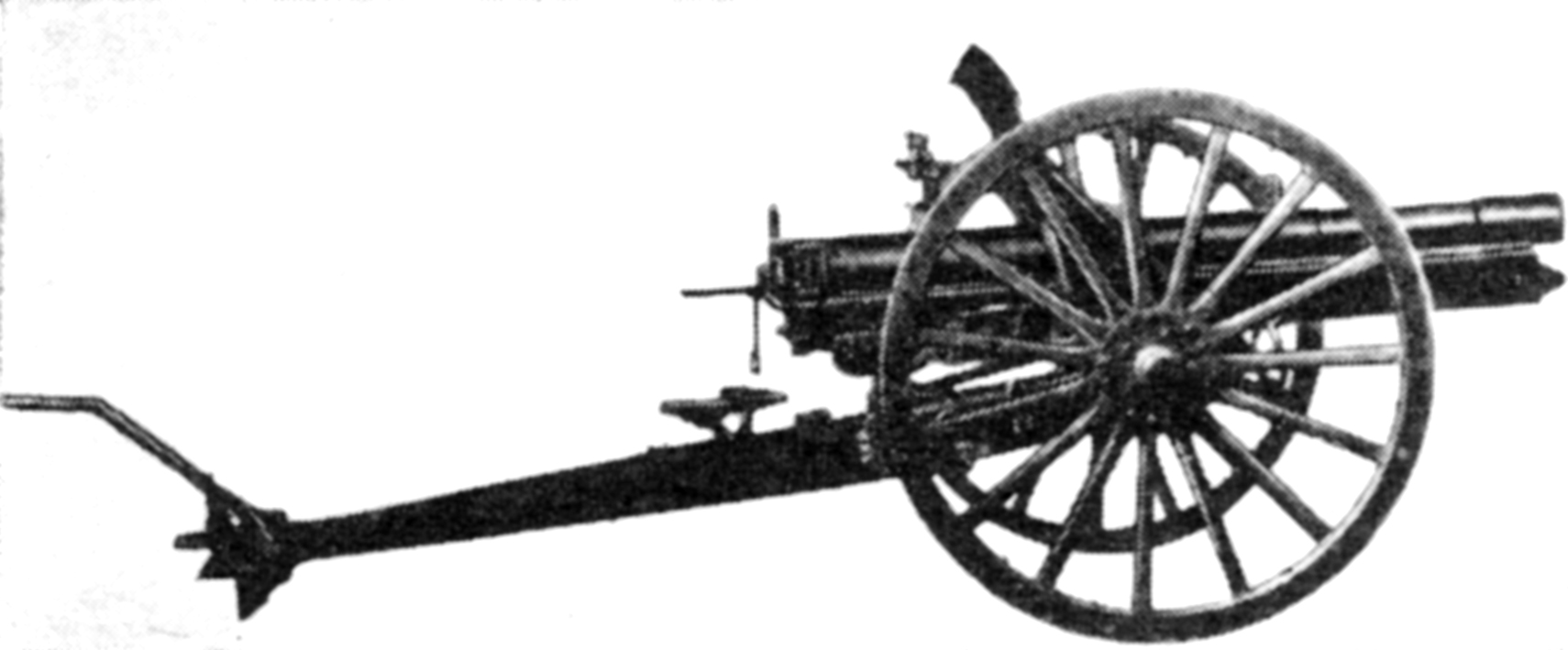
Un canó de cavalleria Tipus 41 vist des del costat.